# Rivula subpunctata
Rivula subpunctata là một loài bướm đêm trong họ Erebidae.